# フリッツ・シューマッハー
フリッツ・シューマッハー（Fritz Schumacher:1869-1947） 北ドイツのユーゲント・シュティール、表現主義の代表的建築家。このほか、長くハンブルク市の建築課長・都市プランナーとして、同市都市計画行政と実際の建築設計にも携わった他、理論家としても知られている。フリッツ・シューマッハ賞という名を冠した賞がある。
著書に、1938年刊行の建築美学に関する書「Der Geist der Baukunst」（建築の精神）、1945年刊行の建築の歴史書「Stromungen in deutscher Baukunst seit 1800」（1800年以後のドイツ建築の流れ）がある。
ドレスデン工科大学空間芸術教授であった1907年に、ドイツの建築家、工芸家や企業によってミュンヘンで結成されたドイツ工作連盟（略称DWBまたはヴェルクブント）設立にも、ヘルマン・ムテジウス、ペーター・ベーレンス、アンリ・ヴァン・ド・ヴェルド、オルブリヒ、リーマーシュミットら12名の工芸家とペーターブルックマン社、ドイツ工房、その他12の団体や会社とともに設立連名者に名を連ねた。
1912年から1920年にかけては、ハンブルクに関する歴史を収集するハンブルク歴史博物館を手がけるが、同館は第二次世界大戦中の1922年に連合軍からの爆撃によって破壊された。
1924年(大正13年) 日本の関東大震災後の復興計画に際し論評を述べている。1925年、イコノロジーという方法的概念を提案し銀行家・資産家でもあったアビ・ヴァールブルクがハンブルクに借財と私財を投じた文化科学図書館（ヴァールブルク文庫）を、ゲルハルト・ラングマークらと設計。楕円のホールや閲覧室が特徴的で玄関には記憶の女神ムネモシュネの名を刻む。
ハンブルクのプランナーとしては、ハンブルクに多くの公園を設け緑豊かな環境を構築した。大公園では、オールスドルフ墓地、プランテン・ウンブローメン、ハンブルク市立公園などがあり、ニューヨークのセントラルパークに相当、訪問者は広大な芝生の上で散歩をしたり、ヨーロッパ最大のプラネットエリアとなっている。また自身も公園周囲の建物を20世紀の初頭に設計している。